# Peraküla (Lääne-Nigula)
Koordinaten: 59° 12′ N, 23° 38′ O
Peraküla ist ein Dorf (estnisch küla) in der Landgemeinde Lääne-Nigula (bis 2017: Landgemeinde Nõva) im Kreis Lääne.

## Beschreibung

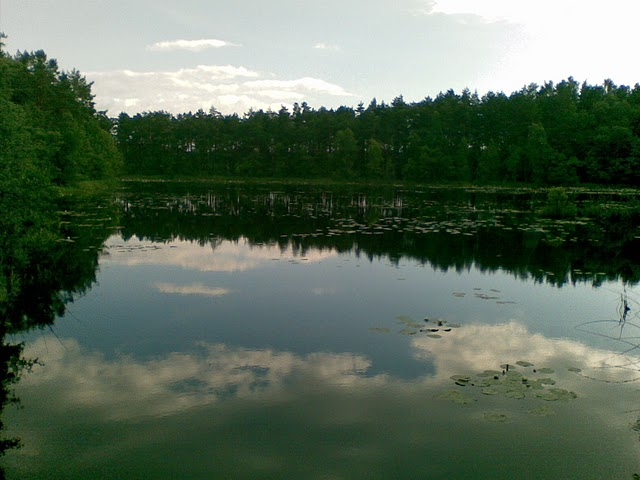
Der See Allikajärv

Der Ort hat 20 Einwohner (Stand 31. Dezember 2011).
Durch das Dorf fließt der Fluss Nõva (Nõva jõgi).

## Bauernmuseum
In Peraküla befindet sich auf dem Hof Põlluotsa ein kleines Bauernmuseum (Põlluotsa talumuuseum). Es wurde in den 1980er Jahren auf private Initiative hin gegründet.
Vorgestellt wird das estnische Landleben im 19. Jahrhundert. Das Haupthaus stammt von 1883. Auf dem Bauernhofkomplex mit seinen Gebäuden werden verschiedene historische Werkzeuge zur landwirtschaftlichen Bearbeitung ausgestellt. Hinzu kommen eine Stein- und eine Holzausstellung.